# Ti Sento
Ti Sento je skladba německé skupiny Scooter z alba Under the radar Over the Top z roku 2009. Jako singl vyšla píseň již v roce 2009. Na singlu spolupracovala a zpívala známá italská zpěvačka Antonella Ruggiero. Singl Ti Sento je coververze jejího původního hitu.

## Seznam skladeb
1. Ti Sento (Radio Edit) - (3:55)
2. Ti Sento (V.I.P. Room Club Mix) - (5:18)
3. Ti Sento (Extended Mix) - (6:06)
4. Ti Sento (Lissat ft. Voltaxx Remix Edit) - (4:30)
5. Scarborough Reloaded - (3:50)